# Limonium neapolense
Espèce
Limonium neapolense est une espèce de plantes à fleurs de la famille des Plumbaginaceae endémique de la Tunisie.